# Carmen Jordá
Carmen Jordá Buades (Alcoy, 28 maggio 1988) è una pilota automobilistica spagnola Dal 2015 al 2017 è stata pilota di sviluppo per i team Lotus e Renault di Formula 1. La sua nomina da Lotus l'ha vista diventare solo l'undicesima donna nella storia a far parte della formazione di piloti di un team di Formula 1.

## Carriera
Carmen Jordá ha debuttato nella Indy Lights come tester della Walker Racing sul Circuito di Sebring il 19 gennaio 2010, per poi passare alla Andersen Racing in occasione del GP del Barber Motorsports Park. L'8 marzo 2010, quasi due mesi dopo il suo debutto, la Jordá firmò un contratto da titolare con la Andersen Racing per concorrere nella Firestone Indy Lights Series per la stagione 2010.
La Jordá ha debuttato nella GP3 con la Ocean Racing Technology nel 2012, senza ottenere piazzamenti a punti nell'arco dell'intera stagione.
Dal 2015 entra a far parte del programma di sviluppo per i piloti della Lotus.

## Risultati carriera motoristica

### Sintesi della carriera
| Stagioni | Serie                          | Scuderia                              | N. vettura    | Corse         | Vittorie      | Pole          | Giri veloci   | Podi          | Punti         | Posizione     |
| -------- | ------------------------------ | ------------------------------------- | ------------- | ------------- | ------------- | ------------- | ------------- | ------------- | ------------- | ------------- |
| 2005     | Master Junior Formula          | ?                                     | ?             | 18            | 0             | 0             | ?             | 0             | 284           | 7ª            |
| 2006     | Master Junior Formula          | ?                                     | ?             | ?             | ?             | ?             | ?             | ?             | 158           | 9ª            |
| 2006     | F3 spagnola                    | Escuela Profiltek (Copa F300)         | 33            | 2             | 0             | 0             | 0             | 0             | 0             | NC            |
| 2007     | F3 spagnola                    | Meycom (Class A)                      | 35            | 16            | 0             | 0             | 0             | 0             | 0             | 20ª           |
| 2007     | F3 spagnola                    | Meycom (Copa F300)                    | 35            | 16            | 0             | 0             | 0             | 3             | 50            | 4ª            |
| 2008     | F3 spagnola                    | Campos F3 Racing (Class A)            | 17            | 17            | 0             | 0             | 0             | 0             | 1             | 22ª           |
| 2008     | F3 spagnola                    | Campos F3 Racing (Copa F306/300)      | 17            | 17            | 0             | 0             | 0             | 0             | 21            | 8ª            |
| 2009     | European F3 Open               | GTA Motor Competición (Class A)       | 10            | 8             | 0             | 0             | 0             | 0             | 1             | 21ª           |
| 2009     | European F3 Open               | Campos F3 Racing (Class A)            | 10            | 8             | 0             | 0             | 0             | 0             | 1             | 21ª           |
| 2009     | European F3 Open               | GTA Motor Competición (Copa F306/300) | 10            | 8             | 0             | 0             | 0             | 0             | 30            | 6ª            |
| 2009     | European F3 Open               | Campos F3 Racing (Copa F306/300)      | 10            | 8             | 0             | 0             | 0             | 2             | 30            | 6ª            |
| 2009     | Le Mans Series                 | Q8 Oils Hache Team (LMP2)             | 43            | 3             | 0             | 0             | 0             | 0             | 0             | 14ª           |
| 2010     | Firestone Indy Lights          | Andersen Racing                       | 4             | 5             | 0             | 0             | 0             | 0             | 84            | 16ª           |
| 2012     | GP3 Series                     | Ocean Racing Technology               | 18            | 3             | 0             | 0             | 0             | 0             | 0             | 28ª           |
| 2013     | GP3 Series                     | Bamboo Engineering                    | 16            | 0             | 0             | 0             | 0             | 0             | 0             | 30ª           |
| 2014     | GP3 Series                     | Koiranen Gp                           | 14            | 0             | 0             | 0             | 0             | 0             | 0             | 29ª           |
| 2015     | Formula 1                      | Lotus F1 Team                         | Collaudatrice | Collaudatrice | Collaudatrice | Collaudatrice | Collaudatrice | Collaudatrice | Collaudatrice | Collaudatrice |
| 2016     | Formula 1                      | Renault Sport Formula One Team        | Collaudatrice | Collaudatrice | Collaudatrice | Collaudatrice | Collaudatrice | Collaudatrice | Collaudatrice | Collaudatrice |
| 2016     | Renault Sport Trophy           | V8 Racing                             | 8             | 0             | 0             | 0             | 0             | 0             | 29            | 9ª            |
| 2016     | Renault Sport Endurance Trophy | V8 Racing                             | 5             | 0             | 0             | 0             | 0             | 0             | 20            | 16ª           |

### Risultati completi in GP3 Series
| Anno | Scuderia                | 1   | 1   | 2   | 2   | 3   | 3   | 4   | 4   | 5   | 5   | 6   | 6   | 7   | 7   | 8   | 8   | 9   | 9   | Posizione | Punti |  |
| ---- | ----------------------- | --- | --- | --- | --- | --- | --- | --- | --- | --- | --- | --- | --- | --- | --- | --- | --- | --- | --- | --------- | ----- |  |
| 2012 | Ocean Racing Technology | CAT | CAT | MON | MON | VAL | VAL | SIL | SIL | HOC | HOC | BUD | BUD | SPA | SPA | MNZ | MNZ |     |     | 28ª       | 0     |  |
| 2012 | Ocean Racing Technology | 20  | 21  | Ret | 21  | 13  | Ret | DNQ | DNQ | 20  | Ret | 24  | Ret | 26  | 23  | 21  | 19  |     |     | 28ª       | 0     |  |
| 2013 | Bamboo Engineering      | CAT | CAT | VAL | VAL | SIL | SIL | NÜR | NÜR | BUD | BUD | SPA | SPA | MNZ | MNZ | YMC | YMC |     |     | 30ª       | 0     |  |
| 2013 | Bamboo Engineering      | 22  | 18  | Ret | 21  | 23  | 19  | DSQ | 24  | 22  | 21  | 19  | 19  | 18  | 17  | Ret | 23  |     |     | 30ª       | 0     |  |
| 2014 | Koiranen Gp             | BAR | BAR | SPI | SPI | SIL | SIL | HOC | HOC | BUD | BUD | SPA | SPA | MNZ | MNZ | SOC | SOC | YMC | YMC | 29ª       | 0     |  |
| 2014 | Koiranen Gp             | Ret | Ret | 20  | 21  | 24  | 17  | Ret | 22  | 25  | 25  | 17  | Ret | 20  | 21  |     |     |     |     | 29ª       | 0     |  |